# Акрихин (предприятие)
«Акрихин» — российская фармацевтическая компания, выпускающая лекарственные средства, наиболее востребованных пациентами терапевтических групп. В 2020 году компания занимала 4-е место в рейтинге российских фармацевтических производителей по объему продаж на розничном рынке. В компании работает более 1500 сотрудников, 500 из которых в 63 регионах страны.
В продуктовом портфеле компании насчитывается около 200 препаратов, более 45 % из которых входят в перечень жизненно необходимых и важнейших лекарственных препаратов (ЖНВЛП). Эти лекарственные средства относятся к основным фармакотерапевтическим направлениям — дерматология, кардиология, неврология, гинекология, пульмонология, эндокринология, и др. — и выпускаются в полном соответствии со стандартами GMP.

## История
История «Акрихина» началась в 1930-е годы, когда уровень заболеваемости малярией в Советском Союзе превышал 9 миллионов человек. Правительством было принято решение о строительстве завода по производству противомалярийного средства акрихин, давшего впоследствии название предприятию.
Местом для строительства выбрали площадку старого Докторовского химического завода в посёлке Старая Купавна, готовившегося к прекращению деятельности. Завод был построен за 14 месяцев, а 19 октября 1936 года была получена первая промышленная партия акрихина весом 22 кг.
За первые годы существования завода было построено и введено в эксплуатацию 6 производственных корпусов, в десятки раз увеличены мощности, а в 1938 году в условиях катастрофической нехватки стрептоцида в стране на «Акрихине» по собственной инициативе коллектива завода наладили его производство за 54 рабочих дня.
К 1939 году «Акрихин» стал крупнейшим химико-фармацевтическим предприятием по выпуску важнейших для населения страны медикаментов: акрихина, белого стрептоцида и красного стрептоцида, наркозного эфира, сульфидина.
В 1941 году за рекордные 72 часа на заводе наладили производство горючей смеси — знаменитого коктейля Молотова («КС»). В 1941—1942 годах каждую ночь на фронт отправляли от 50 до 70 машин с горючей смесью «КС».
В 1950-е годы «Акрихин» наращивает мощности, производит около 80 новых наименований препаратов. В частности, запускает в производство первый антибиотик — синтомицин, начинает выпускать субстанции противотуберкулезных препаратов, а также становится первым и единственным в стране производителем синтетических половых гормонов.
В 1966 году было освоено производство левомицетина. Предприятие получает высокую государственную награду — Орден Трудового Красного Знамени, а также переходит в систему Министерства здравоохранения СССР.
1970-е годы стали самым активным периодом по экспорту субстанций и готовых лекарственных средств завода «Акрихин». В советский период в списке государств-импортёров продукции значились 54 страны мира, то есть готовые лекарственные средства мировых фармацевтических компаний в ряде случаев выпускались на основе действующих веществ, выпущенных советским заводом «Акрихин».
В 1988 году «Акрихин» находит новый путь в меняющихся экономических условиях. Компания подписывает соглашение с фирмой KRKA (Словения, в прошлом часть Югославии) о запуске первого кооперационного проекта по производству готовых лекарственных форм, что предопределило дальнейший путь компании как производителя готовых лекарственных средств, а не субстанций для их изготовления.
В 1990 году «Акрихин» первым в стране из предприятий отрасли заключает соглашение с крупной западной фармацевтической компанией Bristol-Myers Squibb (BMS) о лицензионном производстве сердечно-сосудистых препаратов (Капотен, Капозид). В результате в 1992 году на производственной площадке «Акрихина» совместно с BMS было создано первое в стране промышленное производство, получившее сертификат GMP Германии. Почти 30-летнее сотрудничество «Акрихина» и компании Bristol-Myers Squibb остаётся наиболее долгосрочным лицензионным проектом в истории российской фарминдустрии.
В 1991 году «Акрихин» выпускал 24 % всех отечественных лекарств.
В 1996 году с выпуском первого противодиабетического препарата «Акрихин» начинает развивать одно из важнейших направлений производства — выпуск препаратов для лечения сахарного диабета.
В 2007 году «Акрихин» становится стратегическим партнёром польской фармацевтической компании Polpharma в области разработки, производства, продвижения и дистрибуции лекарственных средств.
В 2015 году в компании стартует долгосрочный стратегический проект — «МНН-Акрихин» — разумная альтернатива известным западным брендам. Компания проходит аудит и получает заключение Минпромторга РФ о соответствии стандартам GMP, которое успешно подтверждает в 2018 году.
В период с 2011 по 2017 год «Акрихин» реализовал крупномасштабную программу модернизации и развития производственного комплекса общим объёмом инвестиций 3,2 млрд рублей. Результатом выполнения программы стало наращивание и рациональное размещение производственных мощностей в цехах, приведение всех помещений в соответствие стандартам GMP, замена оборудования на более высокотехнологичное; автоматизация процессов, сокращение временных производственных затрат.
2019 год завод «Акрихин» завершает новым рекордом — впервые преодолев рубеж производства 100 000 000 упаковок с начала года.
В 2024 году российское подразделение британо-шведской компании AstraZeneca подало на «Акрихин» жалобу в Следственный комитет из-за выпуска аналога препарата «Форсига» (под названием «Фордиглиф») во время действия на него патента . В 2023 году продажи спорного препарата превысили 15 млрд руб. Компания Акрихин считает патент AstraZeneca на «Форсигу» недействительным и добивается в судах его аннулирования .

## Производство

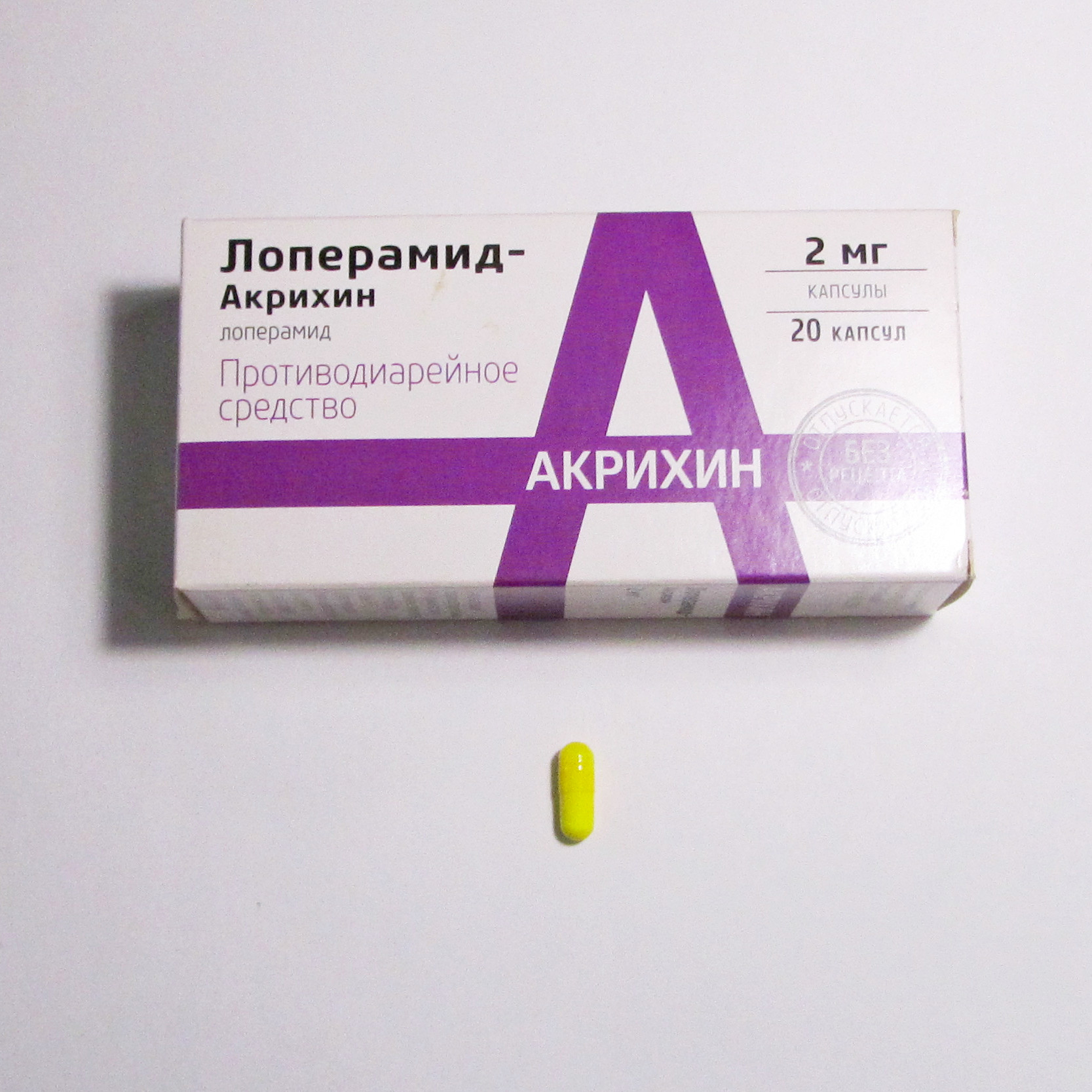
Лоперамид — Акрихин

Производственная площадка «Акрихина» — это современный комплекс на участке площадью 36 гектаров в 25 км от Москвы, в городе Старая Купавна.
Производственный комплекс включает:
- Цех по производству твёрдых готовых лекарственных форм;
- Цех по производству мягких готовых лекарственных форм;
- Центр контроля качества;
- Центр научных исследований и разработок;
- Центральный склад для хранения сырья и готовой продукции;
- Зона таможенного хранения;
- Фармацевтический склад.

«Акрихин» — один из немногих российских производителей, который имеет собственный Центр научных исследований и разработок (ЦНИР). Основное направление деятельности ЦНИиР «Акрихина» — разработка новых и поддержка выпускаемых препаратов. Компания концентрируется на разработке первых (advanced) генериков, а также новых форм лекарственных препаратов известных комбинаций (называемых «генерик плюс»).

## Обеспечение качества
Вся продукция «Акрихин» производится в строгом соответствии с международными стандартами GMP на всех этапах разработки, производства и хранения лекарственных препаратов. Компания регулярно проходит аудиты качества, проводимые зарубежными партнерами компании по контрактному и лицензионному производству, российскими и зарубежными органами сертификации, регуляторными органами.

## Награды и достижения
- В 1999 году «Акрихин» первым в России получил сертификат GMP уполномоченного органа правительства Германии на промышленное производство сердечно-сосудистых препаратов совместно с корпорацией Bristol-Myers Squibb[15].
- В 2003 году по результатам инспекционной проверки Всемирной организации здравоохранения (ВОЗ) подпрограмме противотуберкулезных препаратов компании «АКРИХИН» было выдано заключение о соответствии системы обеспечения качества требованиям GMP (ВОЗ)[16].
- В 2015 году «Акрихин» получил сертификат GMP Министерства промышленности и торговли Российской Федерации, который успешно подтвердил в 2018 году[17].
- В 2019 году «Акрихин» завершил крупный инвестиционный проект модернизации систем водно-коммунального хозяйства и электроснабжения на производственной площадке с общим объёмом инвестиций около 800 млн руб[18].
- В 2019 году завод «Акрихин» установил новый рекорд и выпустил более 100 млн упаковок лекарственных препаратов за год[19].

## Социальная ответственность
Благотворительная деятельность
Благотворительная деятельность является одной из значимых составляющих политики «Акрихина» в области корпоративной социальной ответственности. С 2014 года работу в этом направлении организует Комитет по благотворительности. За всё время существования комитета было реализовано более 70 благотворительных проектов и акций во всех регионах присутствия компании, от Калининграда до Владивостока.
Направления работы:
- Поддержка людей с ограниченными возможностями
- Помощь пожилым и ветеранам ВОВ
- Благотворительные проекты в г. Старая Купавна
- Помощь медицинским учреждениям

Социально значимые препараты
Компания «Акрихин» занимается выпуском социально значимых лекарств, являясь одним из крупнейших российских производителей препаратов, входящих в перечень жизненно необходимых и важнейших лекарственных препаратов (ЖНВЛП), а также лекарственных средств для лечения туберкулёза и диабета.
Масштабное исследование по России об уровне витамина D у взрослого населения
В 2020 году «Акрихин» дал старт масштабному социально значимому проекту по актуализации проблемы недостаточности витамина D у взрослого населения РФ. В рамках проекта компания провела обширное исследование по России об уровне витамина D у взрослого населения, а также запустила образовательный портал с актуальной и полезной информацией о важной роли и влиянии витамина D на жизнь человека.
Согласно проведённому исследованию, у 84 % граждан Российской Федерации обнаружен дефицит или недостаток витамина D.